# Eleição municipal de Angra dos Reis em 2016
A eleição municipal da cidade brasileira de Angra dos Reis em 2016 ocorreu no dia 02 de outubro de 2016, como parte do conjunto de eleições municipais no Brasil que ocorreram no mesmo ano. Na ocasião, foram eleitos um prefeito, vice-prefeito e 14 vereadores para a Câmara Municipal da cidade. 
A decisão para os cargos da administração municipal, segundo o Tribunal Superior Eleitoral, contou com 129.454 eleitores aptos e 27.634 abstenções, de forma que 21.35% do eleitorado não compareceu às urnas naquele turno.
A campanha eleitoral contou com a participação de 7 candidatos a prefeito. A prefeita em exercício, Conceição Rabha, do PT, apesar de apta, não concorreu a reeleição. O primeiro turno foi realizado em 02 de outubro de 2016. Fernando Jordão, candidato pelo PMDB, foi eleito com 75.517 votos (82,05% dos votos válidos), seguido de Christiano Alvernaz, do PRB, que obteve 8.226 votos (8,94%). Esta foi a terceira vez que Jordao venceu a disputa a prefeito do município.
Na Câmara dos Vereadores, 319 candidatos concorreram ao pleito e 14 foram eleitos. Dentre os vereadores eleitos, 3 foram reeleitos. O PMDB foi o partido que conquistou o maior número de assentos, com 5 eleitos. Zé Augusto foi o candidato mais votado, recebendo 2.739 votos (3,06% dos votos validos).  Os candidatos eleitos tomaram posse na Prefeitura de Angra dos Reis em 1 de janeiro de 2017 para exercerem um mandato de quatro anos.

## Antecedentes
Nas eleições municipais de Angra dos Reis em 2012, a candidata eleita foi Maria da Conceição Rabha, do Partido dos Trabalhadores (PT), com 52.42% dos votos. Ela foi eleita em primeiro turno, contra o candidato Fernando Antônio Ceciliano Jordão, do Movimento Democrático Brasileiro (MDB). Nessas eleições, também foram eleitos 12 vereadores.

## Campanha
Durante a campanha para a Prefeitura, o candidato José Antônio, do Partido da Social Democracia Brasileira (PSDB), fez um pedido de impugnação contra a chapa de Fernando Jordão (MDB).
Segundo José Antônio, seu concorrente estaria inelegível pois responde a mais de 10 processos por improbidade administrativa. O PSDB também afirma que Jordão utiliza “manobras políticas e instrumentos procrastinatórios para tentar manter sua sobrevivência política” 
Fernando Jordão afirmou que os argumentos de José Antônio não eram verdades e não deveriam ser levados à justiça eleitoral.

## Candidaturas para a prefeitura
| Nº      | Prefeito(a)  | Prefeito(a)                  | Prefeito(a) | Vice-prefeito(a) | Vice-prefeito(a) | Vice-prefeito(a) | Vice-prefeito(a) | Coligação                                                                              |
| Nº      | Candidato(a) | Candidato(a)                 | Partido     | Candidato(a)     | Candidato(a)     | Candidato(a)     | Partido          | Coligação                                                                              |
| ------- | ------------ | ---------------------------- | ----------- | ---------------- | ---------------- | ---------------- | ---------------- | -------------------------------------------------------------------------------------- |
| 10      |              | Christiano Alvernaz          | PRB         |                  |                  | Flávia Praxedes  | PRB              | Sem coligação                                                                          |
| 13      |              | Aristides                    | PT          |                  |                  | Mário Deschamps  | PV               | Aliança Para Avançar PT PV                                                             |
| 15      |              | Fernando Jordão              | PMDB        |                  |                  | Manoel Parente   | PSB              | Angra Vai Voltar A Sorrir PMDB PP SD PMN PTN PROS PTB PSB PSC Patriota PHS PPL PSL PMB |
| 23      |              | Dr Gusmão                    | PPS         |                  |                  | Dr Celso General | PPS              | Sem coligação                                                                          |
| 25      |              | João Massad                  | DEM         |                  |                  | América Carneiro | DEM              | Angra Democrática e Republicana DEM PRP                                                |
| 45      |              | José Antônio                 | PSDB        |                  |                  | Mauro Garcia     | PSDB             | É Possível PSDB PSDC PRTB                                                              |
| 50      |              | Engenheiro Rômulo Prefeitura | PSOL        |                  |                  | Rosária Albano   | PSOL             | Sem coligação                                                                          |
| Fontes: |              |                              |             |                  |                  |                  |                  |                                                                                        |

## Candidatos à vereança
| Coligação                                       | Partido | Partido | Candidaturas |
| ----------------------------------------------- | ------- | ------- | ------------ |
| Unidos Por Angra (21 candidatos)                |         | PROS    | 13           |
| Unidos Por Angra (21 candidatos)                |         | PMN     | 8            |
| Angra Na Mente E No Coração (21 candidatos)     |         | PPL     | 10           |
| Angra Na Mente E No Coração (21 candidatos)     |         | PHS     | 6            |
| Angra Na Mente E No Coração (21 candidatos)     |         | PEN     | 5            |
| Presente No Futuro (21 candidatos)              |         | SD      | 20           |
| Presente No Futuro (21 candidatos)              |         | PMB     | 1            |
| Angra Voltando A Sorrir (21 candidatos)         |         | PTN     | 13           |
| Angra Voltando A Sorrir (21 candidatos)         |         | PTB     | 8            |
| Unidos Para Vencer (20 candidatos)              |         | PP      | 19           |
| Unidos Para Vencer (20 candidatos)              |         | PSL     | 1            |
| Angra Pode Mais (19 candidatos)                 |         | PSDC    | 12           |
| Angra Pode Mais (19 candidatos)                 |         | PRTB    | 7            |
| Aliança Para Avançar (15 candidatos)            |         | PT      | 11           |
| Aliança Para Avançar (15 candidatos)            |         | PV      | 4            |
| Angra Democratica E Republicana (10 candidatos) |         | DEM     | 7            |
| Angra Democratica E Republicana (10 candidatos) |         | PRP     | 3            |
| Sem coligação                                   |         | PPS     | 21           |
| Sem coligação                                   |         | PDT     | 21           |
| Sem coligação                                   |         | PSC     | 21           |
| Sem coligação                                   |         | PSB     | 21           |
| Sem coligação                                   |         | PMDB    | 20           |
| Sem coligação                                   |         | PRB     | 20           |
| Sem coligação                                   |         | PSDB    | 20           |
| Sem coligação                                   |         | PR      | 18           |
| Sem coligação                                   |         | PSOL    | 9            |
| Fontes:                                         |         |         |              |

## Resultados da eleição

### Prefeito
| Candidato(a) a prefeito  | Candidato(a) a prefeito             | Candidato(a) a vice-prefeito | Primeiro turno 02 de outubro de 2016 | Primeiro turno 02 de outubro de 2016 |
| Candidato(a) a prefeito  | Candidato(a) a prefeito             | Candidato(a) a vice-prefeito | Total                                | Percentagem                          |
| ------------------------ | ----------------------------------- | ---------------------------- | ------------------------------------ | ------------------------------------ |
|                          | Fernando Jordão (PMDB)              | Manoel Parente (PSB)         | 75.517                               | 82,05%                               |
|                          | Dr. Christiano Alvernaz (PRB)       | Flavia Praxedes (PRB)        | 8.226                                | 8,94%                                |
|                          | Jose Antonio (PSDB)                 | Mauro Garcia (PSDB)          | 2.896                                | 3,15%                                |
|                          | Aristides (PT)                      | Mário Deschamps (PV)         | 2.228                                | 2,42%                                |
|                          | Dr Gusmão (PPS)                     | Dr Celso General (PPS)       | 1.614                                | 1,75%                                |
|                          | João Massad (DEM)                   | America Carneiro (DEM)       | 1.203                                | 1,31%                                |
|                          | Engenheiro Romulo Prefeitura (PSOL) | Rosária Albano (PSOL)        | 351                                  | 0,38%                                |
| Total de votos válidos   | Total de votos válidos              | Total de votos válidos       | 92.035                               | 92.035                               |
| Votos apurados           |                                     |                              |                                      |                                      |
| Votos válidos            | Votos válidos                       | Votos válidos                | 92.035                               | 90,39%                               |
| Votos em branco          | Votos em branco                     | Votos em branco              | 3.014                                | 2,96%                                |
| Votos nulos              | Votos nulos                         | Votos nulos                  | 6.771                                | 6,65%                                |
| Total de votos apurados  | Total de votos apurados             | Total de votos apurados      | 101.820                              | 101.820                              |
| Eleitores                |                                     |                              |                                      |                                      |
| Comparecimentos          | Comparecimentos                     | Comparecimentos              | 101.820                              | 78,65%                               |
| Abstenções               | Abstenções                          | Abstenções                   | 27.634                               | 21,35%                               |
| Total de eleitores aptos | Total de eleitores aptos            | Total de eleitores aptos     | 129.454                              | 129.454                              |
| Total de seções: 355     |                                     |                              |                                      |                                      |
| Fontes:                  |                                     |                              |                                      |                                      |

### Composição da Câmara Municipal
|                          |                          |                 |                 |          |         |
| Nº                       | Partido                  | Votos populares | Votos populares | Assentos | ±       |
| Nº                       | Partido                  | Votos           | %               | Assentos | ±       |
| 15                       | PMDB                     | 17.880          | 18,93%          | 5        | 2       |
| 12                       | PDT                      | 12.344          | 13,07%          | 3        | 2       |
| 20                       | PSC                      | 8.570           | 9,07%           | 2        | 2       |
| 40                       | PSB                      | 8.441           | 8,93%           | 2        | 2       |
| 22                       | PR                       | 7.064           | 7,48%           | 2        | Estável |
| 11                       | PP                       | 5.868           | 6,21%           | 0        | -       |
| 45                       | PSDB                     | 5.712           | 6,05%           | 0        | -       |
| 13                       | PT                       | 4.135           | 4,38%           | 0        | 3       |
| 10                       | PRB                      | 3.581           | 3,79%           | 0        | 1       |
| 54                       | PPL                      | 3.306           | 3,5%            | 0        | -       |
| 77                       | SD                       | 3.073           | 3,25%           | 0        | -       |
| 90                       | PROS                     | 2.507           | 2,65%           | 0        | -       |
| 31                       | PHS                      | 2.383           | 2,52%           | 0        | -       |
| 23                       | PPS                      | 2.280           | 2,41%           | 0        | -       |
| 19                       | PTN                      | 1.707           | 1,81%           | 0        | -       |
| 14                       | PTB                      | 1.182           | 1,25%           | 0        | -       |
| 27                       | PSDC                     | 1.038           | 1,1%            | 0        | -       |
| 33                       | PMN                      | 941             | 1%              | 0        | -       |
| 51                       | PEN                      | 613             | 0,65%           | 0        | -       |
| 25                       | DEM                      | 524             | 0,55%           | 0        | -       |
| 28                       | PRTB                     | 416             | 0,44%           | 0        | -       |
| 43                       | PV                       | 408             | 0,43%           | 0        | -       |
| 50                       | PSOL                     | 403             | 0,43%           | 0        | -       |
| 44                       | PRP                      | 41              | 0,04%           | 0        | -       |
| 17                       | PSL                      | 35              | 0,04%           | 0        | -       |
| 35                       | PMB                      | 23              | 0,02%           | 0        | -       |
| Total de votos válidos   | Total de votos válidos   | 94.475          | 94.475          | 14       | 14      |
| Votos apurados           |                          |                 |                 | 14       | 14      |
| Total de votos válidos   | Total de votos válidos   | 94.475          | 92,79%          | 14       | 14      |
| Votos em branco          | Votos em branco          | 2.845           | 2,79%           | 14       | 14      |
| Votos nulos              | Votos nulos              | 4.500           | 4,42%           | 14       | 14      |
| Total de votos apurados  | Total de votos apurados  | 101.820         | 101.820         | 14       | 14      |
| Eleitores                |                          |                 |                 | 14       | 14      |
| Comparecimentos          | Comparecimentos          | 101.820         | 78,65%          | 14       | 14      |
| Abstenções               | Abstenções               | 27.634          | 21,35%          | 14       | 14      |
| Total de eleitores aptos | Total de eleitores aptos | 129.454         | 129.454         | 14       | 14      |
| Fontes:                  |                          |                 |                 |          |         |

### Vereadores eleitos
| Candidato(a) | Candidato(a)         | Partido | Votos | Votos       | Cidade de origem | Unidade federativa/País |
| Candidato(a) | Candidato(a)         | Partido | Total | Percentagem | Cidade de origem | Unidade federativa/País |
| ------------ | -------------------- | ------- | ----- | ----------- | ---------------- | ----------------------- |
|              | Zé Augusto           | PMDB    | 2.739 | 3,06%       | Rio de Janeiro   | Rio de Janeiro          |
|              | Canindé Do Social    | PMDB    | 2.139 | 2,39%       | Currais Novos    | Rio Grande do Norte     |
|              | Marquinho Coelho     | PDT     | 1.834 | 2,05%       | Angra dos Reis   | Rio de Janeiro          |
|              | Marco Santo Antonio  | PDT     | 1.821 | 2,04%       | Angra dos Reis   | Rio de Janeiro          |
|              | Gedai                | PR      | 1.758 | 1,96%       | Imperatriz       | Maranhão                |
|              | Léo Da Marmoraria    | PSC     | 1.680 | 1,88%       | Angra dos Reis   | Rio de Janeiro          |
|              | Jane Veiga           | PMDB    | 1.515 | 1,69%       | Londrina         | Paraná                  |
|              | Flavinho             | PSC     | 1.479 | 1,65%       | Angra dos Reis   | Rio de Janeiro          |
|              | Kamu                 | PSB     | 1.474 | 1,65%       | Angra dos Reis   | Rio de Janeiro          |
|              | Sargento Thimoteo    | PR      | 1.433 | 1,6%        | Rio de Janeiro   | Rio de Janeiro          |
|              | Helinho Do Sindicato | PSB     | 1.395 | 1,56%       | Angra dos Reis   | Rio de Janeiro          |
|              | Jean                 | PDT     | 1.339 | 1,5%        | Angra dos Reis   | Rio de Janeiro          |
|              | Luciana Valverde     | PMDB    | 1.271 | 1,42%       | Angra dos Reis   | Rio de Janeiro          |
|              | Titi Brasil          | PMDB    | 957   | 1,07%       | Duque de Caxias  | Rio de Janeiro          |
| Fontes:      |                      |         |       |             |                  |                         |